# Архиепархия Пшемысля
Архиепархия Пшемысля (лат. Archidioecesis Premisliensis Latinorum) — архиепархия Римско-Католической церкви с центром в городе Пшемысль, Польша. В митрополию Пшемысля входят епархии Жешува и Замосць-Любачева. Кафедральным собором архиепархии Пшемысля является Собор Вознесения Пресвятой Девы Марии и Святого Иоанна Крестителя.

## История
Епархия Пшемысля была образована в 1340 году. 13 февраля 1375 года Римский папа Григорий IX издал буллу Debitum pastoralis eresse, которой учредил митрополию Галича, присоединив к ней епархию Пшемысля. В 1412 году кафедра архиепархии Галича была переведена во Львов.
В 1772 году Пшемысль вошёл в Австро-Венгрию, и епархия Пшемысля стала предметом вмешательства светских властей, известного как иосифизм. Эта политика австро-венгерских властей привела к закрытию монастырей и епархиальной семинарии, находившихся на территории епархии Пшемысля.
До начала II Мировой войны епархия Пшемысля значительно пострадала от вмешательства в церковные дела советских властей (1939—1941 гг.), а затем — от немецкой оккупации (1941—1944 гг.). В этот период было арестовано до 90 % католических священнослужителей. После окончания II Мировой войны территория епархии Пшемысля была разделена между СССР и Польшей. Большая часть епархии Пшемысля оказалась на территории СССР, и большинство верующих эмигрировало в Польшу. После 1945 года большинство приходов и монастырей, находившихся на территории СССР, были закрыты или их деятельность подверглась административному ограничению.
25 марта 1992 года Римский папа Иоанн Павел II издал буллу Totus tuus Poloniae populus, которой передал часть территории епархии Пшемысля новой епархии Жешува. В этот же день епархия Пшемысля была возведена в ранг архиепархии.
с 1687 года в Пшемысле действует собственная епархиальная семинария.

## Ординарии архиепархии
- епископ Иван (? — 1351);
- епископ Миколай Русин (1352—1375);
- епископ Эрик из Винсен (13.04.1377 — 8.09.1391);
- епископ Mацей Янина (1392 — 17.06.1419);
- епископ Януш из Любеня (20.08.1420 — 20.03.1435);
- епископ Пётр из Хжонстова (1436 — 19.01.1452);
- епископ Миколай из Блажеёва (11.08.1452 — 21.12.1474);
- епископ Анджей Опоровский (5.10.1476 — 1.10.1481);
- епископ Пётр Мошиньский (10.12.1481 — 20.10.1483);
- епископ Ян Казьмерский (10.05.1484 — 18.11.1485);
- епископ Ян из Торговиска (26.05.1486 — 1492);
- епископ Миколай Краёвский (8.09.1492 — 13.04.1498);
- епископ Анджей Борышевский (1.02.1501 — 18.12.1503) — назначен архиепископом Гнезно, апостольский администратор;
- епископ Мацей Джевицкий (1503—1514), назначен епископом куявским;
- епископ Пётр Томицкий (1514—1520) — назначен архиепископом Познани;
- епископ Рафал Лещиньский (1520—1523) — назначен епископом Плоцка;
- епископ Анджей Кжицкий (1523—1527) — назначен епископом Плоцка;
- епископ Ян Карнковский (1527—1531);
- епископ Ян Хоеньский (1531—1535) — назначен епископом Плоцка;
- епископ Пётр Гамрат (27.10.1535 — 17.08.1537) — назначен епископом Плоцка;
- епископ Станислав Тарло (1537 — 14.12.1544);
- епископ Ян Дзедуский (1545—1559);
- епископ Филип Падневский (1560—1560) — назначен епископом Кракова;
- епископ Валенты Хербурт (1560 — 27.08.1572);
- епископ Лукаш Косьцелецкий (5.12.1575 — 4.03.1577) — назначен архиепископом Познани;
- епископ Войцех Старозьребский-Собеюский (11.12.1577 — 1580);
- епископ Ян Боруховский (1583—1584);
- епископ Войцех Барановский (1585—1591) — назначен епископом Плоцка;
- епископ Вавжинец Госьлицкий (10.05.1591 — 1601) — назначен архиепископом Познани;
- епископ Матей Пстроконский (1601—1608) — назначен епископом Влоцлавека;
- епископ Станислав Сециньский (1608—1619);
- епископ Ян Венжик (17.02.1620 — 13.05.1624) — назначен архиепископом Познани;
- епископ Ахаций Гроховский (26.08.1624 — 6.10.1627) — назначен епископом Луцка;
- епископ Адам Новодворский (1627—1631) — назначен архиепископом Познани;
- епископ Хенрик Фирлей (1631—1635) — назначен архиепископом Познани;
- епископ Анджей Шолдрский (14.08.1635 — 21.07.1636) — назначен архиепископом Познани[2][3];
- епископ Пётр Гембицкий (1636—1642) — назначен архиепископом Кракова;
- епископ Александр Тшебиньский (1642—1644);
- епископ Павел Пясецкий (28.11.1644 — 1.08.1649);
- епископ Ян Замойский (1649—1654) — назначен епископом Луцка;
- епископ Анджей Тшебицкий (12.12.1654 — 2.03.1658) — назначен архиепископом Кракова;
- епископ Станислав Сарновский (1658—1677);
- епископ Ян Станислав Збонский (11.10.1677 — 3.09.1688) — назначен епископом Вармии;
- епископ Ежи Ольбрахт Денхофф (1689—1701) — назначен архиепископом Кракова;
- епископ Ян Казимеж де Альтен Бокум (18.07.1701 — 27.06.1718) — назначен епископом Пельплина;
- епископ Кшиштоф Анджей Ян Шембек (15.03.1719 — 14.02.1724) — назначен епископом Вармии;
- епископ Александр Антоний Плешовице Фредро (1724 — 26.04.1734);
- епископ Валенты Александр Чапский (1735—1741) — назначен епископом Влоцлавека;
- епископ Вацлав Иероним Сераковский (25.03.1742 — 21.07.1760) — назначен архиепископом Львова;
- епископ Михал Водзицкий (22.09.1760 — 1.01.1764);
- епископ Валенты Францишек Венжик (22.04.1765 — 1766);
- епископ Анджей Миколай Станислав Костка Млодзеевский (1.10.1766 — 5.03.1768) — назначен архиепископом Познани;
- епископ Юзеф Тадеуш Керский (16.05.1768 — 1783);
- епископ Антоний Вацлав Бетаньский (1783 — 21.01.1786);
- епископ Антоний Голашевский (24.07.1786 — 1824);
- епископ Ян Антоний Потоцкий (1825—1832);
- епископ Михал Корчиньский (23.06.1834 — 1839);
- епископ Францишек Ксаверий Захариасевич (13.07.1840 — 1845);
- епископ Францишек Ксаверий Вежхлейский (27.01.1846 — 23.03.1860) — назначен архиепископом Львова;
- епископ Адам Ясиньский (23.03.1860 — 3.03.1862);
- епископ Мацей Хиршлер (27.06.1870 — 1881);
- епископ Лукаш Солеский (27.03.1882 — 2.03.1900);
- святой епископ Иосиф Пельчар (17.12.1900 — 28.03.1924);
- епископ Анатоль Новак (30.09.1924 — 5.04.1933);
- епископ Францишек Барда (25.11.1933 — 13.11.1964);
- епископ Игнаций Токарчук (3.12.1965 — 17.04.1993);
- архиепископ Юзеф Михалик (17.04.1993 — 30.04.2016);
- архиепископ Адам Шаль (30.04.2016 — по настоящее время).

## Источник
- Annuario Pontificio, Libreria Editrice Vaticana, Città del Vaticano, 2003, ISBN 88-209-7422-3
- Булла Totus Tuus Poloniae populus, AAS 84 (1992), стр. 1099 Архивная копия от 13 июля 2020 на Wayback Machine  (лат.)